# Nationalistische Schule
Die Nationalistische Schule (chinesisch 国家主义派, Pinyin Guójiāzhǔyì pài, W.-G. Kuo-chia-chu-i p'ai – „Nationalistische Schule“) war eine in den 1920er Jahren gebildete politische und philosophische Schule in China. Sie wurde geführt von Zeng Qi (1892–1951), Li Huang (1895–1991), Zuo Shunsheng (1893–1969) und Yu Jiaju (1898–1976). Sie wurde auch Awakened Lion School (醒狮家,  Xǐngshījiā) genannt, weil ihre führenden Mitglieder 1924 eine Zeitschrift namens „Aufwachender Löwe“ (醒獅週報,  Xǐngshī zhōubào, englisch The Awakening Lion Weekly) gründeten, die in der Politik einen politischen Nationalismus vertrat im Gegensatz zum Kommunismus und Sun Zhongshans Politik der Zusammenarbeit mit der Kommunistischen Partei Chinas und Allianz mit der Sowjetunion. In der Philosophie propagierte sie Pragmatismus.

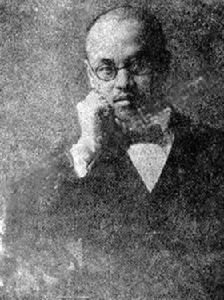
Zeng Qi
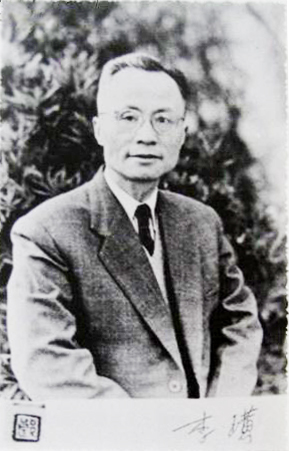
Li Huang
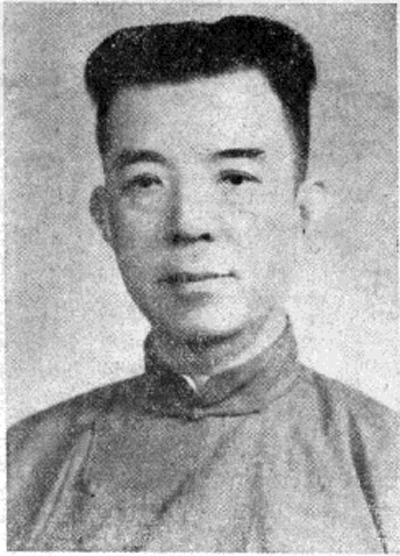
Zuo Shunsheng
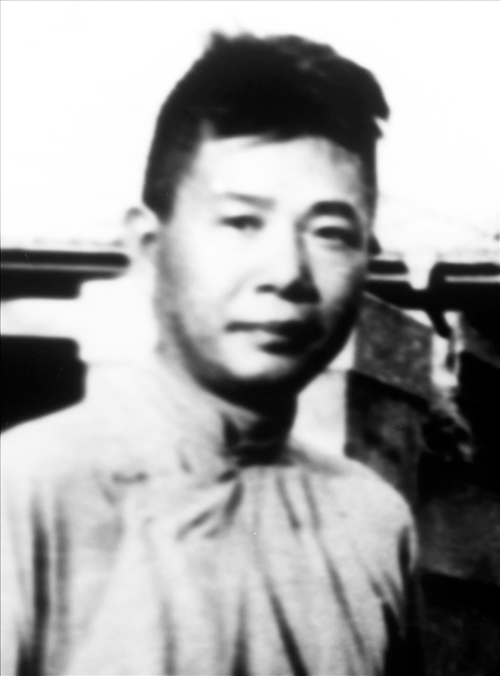
Yu Jiaju